# Lista de universidades de Portugal
A seguinte é uma lista das instituições de educação de nível superior, de matriz civil e do subsistema universitário, criadas ou reconhecidas pelo Governo Português e habilitadas a conferir graus académicos em Portugal.
Todas estas instituições fazem parte do Espaço Europeu de Ensino Superior (EEES) e do Espaço Europeu da Investigação (EEI).
A Lei n.º 62/2007, de 10 de setembro estabelece a organização do subsistema universitário. De acordo com este diploma legal, as instituições do subsistema universitário dividem-se em:
- Universidades: conferem os graus de licenciado, de mestre e de doutor;
- Institutos universitários: conferem os graus de licenciado, de mestre e de doutor;
- Instituições universitárias não integradas numa universidade (e. g. "Escola Universitária", "Escola Superior", "Instituto Superior"): conferem os graus de licenciado e de mestre.

Para ver as instituições de outros âmbitos deve consultar as seguintes listas:
| Instituições de educação superior | Instituições de educação superior | Subsistema                                           | Subsistema                                           |
| Instituições de educação superior | Instituições de educação superior | Universitário                                        | Politécnico                                          |
| --------------------------------- | --------------------------------- | ---------------------------------------------------- | ---------------------------------------------------- |
| Matriz                            | Civil                             | Instituições universitárias                          | Instituições politécnicas                            |
| Matriz                            | Militar                           | Instituições militares universitárias e politécnicas | Instituições militares universitárias e politécnicas |
| Matriz                            | Policial                          | Instituições policiais universitárias e politécnicas | Instituições policiais universitárias e politécnicas |

As denominações oficiais são as constantes nos respetivos Estatutos publicados em Diário da República ou, na sua ausência, noutros diplomas legais.
| Instituição                                                                | Sede principal        | Região                      | Natureza                           | Fundação | Titularidade         |
| -------------------------------------------------------------------------- | --------------------- | --------------------------- | ---------------------------------- | -------- | -------------------- |
| Universidade Aberta                                                        | Lisboa                | Estremadura                 | Universidade                       | 1988     | Pública, à distância |
| Universidade dos Açores                                                    | Ponta Delgada         | Açores                      | Universidade                       | 1976     | Pública              |
| Universidade do Algarve                                                    | Faro                  | Algarve                     | Universidade                       | 1979     | Pública              |
| Universidade de Aveiro                                                     | Aveiro                | Beira Litoral               | Universidade                       | 1973     | Pública              |
| Universidade da Beira Interior                                             | Covilhã               | Beira Baixa                 | Universidade                       | 1986     | Pública              |
| Universidade de Coimbra                                                    | Coimbra               | Beira Litoral               | Universidade                       | 1290     | Pública              |
| Universidade de Évora                                                      | Évora                 | Alto Alentejo               | Universidade                       | 1973     | Pública              |
| Universidade de Lisboa                                                     | Lisboa                | Estremadura                 | Universidade                       | 1911     | Pública              |
| Universidade da Madeira                                                    | Funchal               | Madeira                     | Universidade                       | 1988     | Pública              |
| Universidade do Minho                                                      | Braga                 | Minho                       | Universidade                       | 1973     | Pública              |
| Universidade Nova de Lisboa                                                | Lisboa                | Estremadura                 | Universidade                       | 1973     | Pública              |
| Universidade do Porto                                                      | Porto                 | Douro Litoral               | Universidade                       | 1911     | Pública              |
| Universidade de Trás-os-Montes e Alto Douro                                | Vila Real             | Trás-os-Montes e Alto Douro | Universidade                       | 1986     | Pública              |
| ISCTE - Instituto Universitário de Lisboa                                  | Lisboa                | Estremadura                 | Instituto Universitário            | 1972     | Pública              |
| Universidade Autónoma de Lisboa Luís de Camões                             | Lisboa                | Estremadura                 | Universidade                       | 1985     | Privada              |
| Universidade Católica Portuguesa                                           | Lisboa                | Estremadura                 | Universidade                       | 1967     | Privada, Católica    |
| Universidade da Maia                                                       | Maia                  | Douro Litoral               | Universidade                       | 1990     | Privada              |
| Universidade Europeia                                                      | Lisboa                | Estremadura                 | Universidade                       | 2013     | Privada              |
| Universidade Fernando Pessoa                                               | Porto                 | Douro Litoral               | Universidade                       | 1996     | Privada              |
| Universidade Lusíada                                                       | Lisboa                | Estremadura                 | Universidade                       | 1986     | Privada              |
| Universidade Lusíada - Norte                                               | Porto                 | Douro Litoral               | Universidade                       | 2015     | Privada              |
| Universidade Lusófona de Humanidades e Tecnologias                         | Lisboa                | Estremadura                 | Universidade                       | 1987     | Privada              |
| Universidade Lusófona do Porto                                             | Porto                 | Douro Litoral               | Universidade                       | 2005     | Privada              |
| Universidade Portucalense Infante D. Henrique                              | Porto                 | Douro Litoral               | Universidade                       | 1986     | Privada              |
| Atlântica - Instituto Universitário                                        | Oeiras                | Estremadura                 | Instituto Universitário            | 1996     | Privada              |
| Instituto Universitário de Ciências da Saúde                               | Paredes               | Douro Litoral               | Instituto Universitário            | 1982     | Privada              |
| Instituto Universitário Egas Moniz                                         | Almada                | Estremadura                 | Instituto Universitário            | 1987     | Privada              |
| ISPA - Instituto Universitário de Ciências Psicológicas, Sociais e da Vida | Lisboa                | Estremadura                 | Instituto Universitário            | 1962     | Privada              |
| Escola Superior Artística do Porto                                         | Porto                 | Douro Litoral               | Outras instituições universitárias | 1986     | Privada              |
| Escola Superior Gallaecia                                                  | Vila Nova de Cerveira | Minho                       | Outras instituições universitárias | 1995     | Privada              |
| Escola Universitária Vasco da Gama                                         | Coimbra               | Beira Litoral               | Outras instituições universitárias | 2001     | Privada              |
| Instituto Superior de Estudos Interculturais e Transdisciplinares - Viseu  | Viseu                 | Beira Alta                  | Outras instituições universitárias |          | Privada              |
| Instituto Superior de Gestão                                               | Lisboa                | Estremadura                 | Outras instituições universitárias | 1978     | Privada              |
| Instituto Superior Manuel Teixeira Gomes                                   | Portimão              | Algarve                     | Outras instituições universitárias | 2004     | Privada              |

## Instituições superiores universitárias em processo de encerramento
A seguinte é uma lista das instituições superiores universitárias em processo de encerramento. Depois do encerramento concluído, todas as instituições passam a poder ser consultadas na página da Lista de Universidades e instituições superiores desaparecidas de Portugal.
| Instituição                                                                | Estado do processo                                                                         | Sede principal | Região        | Fundação | Titularidade                           |
| -------------------------------------------------------------------------- | ------------------------------------------------------------------------------------------ | -------------- | ------------- | -------- | -------------------------------------- |
| Instituto Superior Miguel Torga                                            | Decisão de Não Acreditação da Agência de Avaliação e Acreditação do Ensino Superior (A3ES) | Coimbra        | Beira Litoral | 1936     | Pública (da Comunidade Intermunicipal) |
| Instituto Superior de Estudos Interculturais e Transdisciplinares - Almada | Decisão de Não Acreditação da Agência de Avaliação e Acreditação do Ensino Superior (A3ES) | Almada         | Estremadura   |          | Privada                                |
| Instituto Superior de Serviço Social do Porto                              | Decisão de Não Acreditação da Agência de Avaliação e Acreditação do Ensino Superior (A3ES) | Matosinhos     | Douro Litoral | 1956     | Privada                                |